# Weißbauchkuckuck
Der Weißbauchkuckuck (Centropus leucogaster) ist ein Vogel aus der Gattung der Spornkuckucke (Centropus).
Der Vogel kommt in Westafrika vor in der Demokratischen Republik Kongo, in Gabun, Ghana, Guinea-Bissau, Kamerun, Liberia, Nigeria, Senegal und Sierra Leone.
Der Lebensraum umfasst dichtes Unterholz an Waldrändern, Sekundärwald, Dickicht, dichtes Gras an Ufern und Sümpfen und in Galeriewald. Die Art ist Standvogel, das Verbreitungsgebiet ergänzt das des Ansellkuckucks (Centropus anselli).
Der Artzusatz kommt von altgriechisch λευκός leukós, deutsch ‚weiß‘ und altgriechisch γαστήρ gastēr, deutsch ‚Bauch‘.

## Merkmale
Der Vogel ist 46 bis 58 cm groß, das Männchen wiegt 293, das Weibchen 336 g. Er ist einer der größten Spornkuckucke Afrikas, schwarz auf der Oberseite und vom Kopf bis zur Brust, der Rücken ist gelbbraun gebändert, der Schwanz schimmert blau, die Flügel sind rot- bis kastanienbraun und an den Spitzen dunkler. Die Unterseite ist weiß mit etwas cremefarbenen Flanken, die Iris ist rot, der Schnabel schwarz, die Füße sind schwarz bis blaugrau.
Jungvögel unterscheiden sich durch fehlenden Glanz auf Kopf und Brust, die wie auch die Kehle gelbbraun gestrichelt sind. Die Unterseite ist gelblich braun, der Schwanz deutlicher gebändert, die Iris grau oder rötlich-braun, der Unterschnabel ist hornfarben.

## Geografische Variation
Es werden folgende Unterarten anerkannt:
- C. l. leukogaster (Leach, 1814), Nominatform – Südsenegal und Guinea-Bissau bis Südosten Nigerias, violett-blauer Schimmer
- C. l. efulenensis Sharpe, 1904, – Südwesten Kameruns und Gabun, schwärzliche Armschwingen
- C. l. neumanni Alexander, 1908, – Nordosten der Demokratischen Republik Kongo, kleiner als die anderen Unterarten

Avibase führt letztere als Centropus neumanni als eigenständige Art.

## Stimme
Der Ruf wird als tiefes Blubbern von 10 bis 20 langsamer und tiefer werdenden Lauten beschrieben, am Ende wieder ansteigend und schneller werdend. Ruft auch nachts.

## Lebensweise
Die Nahrung besteht aus Insekten sowie Schnecken und Froschlurchen, die auf oder knapp über dem Erdboden gejagt werden.
Die Brutzeit liegt in Sierra Leone im Dezember, in Liberia im November, in Ghana im August, in Kamerun zwischen Juni und November, in Norden der Demokratischen Republik Kongo zwischen März und Dezember. Das Nest ist eine große Kugel aus Blättern und Gras, etwa 30 cm oberhalb des Erdbodens. Das Gelege besteht aus zwei weißen, ovalen Eiern.

## Gefährdungssituation
Der Bestand gilt als nicht gefährdet (Least Concern).